# 塔內勒山
47°25′37″N 10°43′29″E / 47.42694°N 10.72472°E

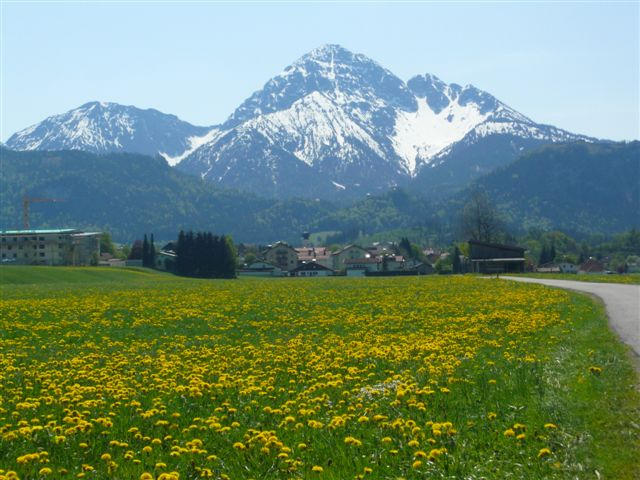

塔內勒山（德語：Thaneller），是奧地利的山峰，位於該國西部，由蒂羅爾州負責管轄，屬於萊希塔爾阿爾卑斯山脈的一部分，距離羅特施泰因山6.1公里，海拔高度2,341米，每年平均降雨量1,698毫米。